# Me he hecho viral
Me he hecho viral es una  película española de comedia de 2023 dirigida por Jorge Coira y protagonizada por Blanca Suárez. La película trata sobre el drama de una chica al hacerse viral en redes sociales por accidente.

## Sinopsis
Mabel Condes (Suárez) se convierte en una sensación viral de manera involuntaria durante un vuelo a Polinesia. Al desbloquear el teléfono de Javi (Furtado), su esposo dormido, en busca de algo inocente, se topa con pruebas de su infidelidad. En medio del avión, desata una confrontación que provoca el pánico y un aterrizaje de emergencia. De regreso en Madrid, se encuentra con que su vida ha cambiado drásticamente. Ahora es conocida como «#lalocadelavion» en todo el mundo, lo que le cuesta su trabajo, relaciones personales, hogar y privacidad. Mabel lucha por recuperar lo que ha perdido, pero descubre que ser viral tiene sus desafíos únicos.

## Reparto
- Blanca Suárez como Mabel Montes
- Nicolás Furtado como Javi Colón
- Enric Auquer como Berto
- Miguel Rellán como Eladio Montes
- Daniel Fez como Manu Montes
- Cristina Gallego como Penélope
- Esperanza Guardado como Fany
- Malena Narvay como Carlota "Bolita"